# Thymelaea hirsuta
La boalaga   (Thymelaea hirsuta) es una especie de planta leñosa perteneciente a la familia Thymelaeaceae

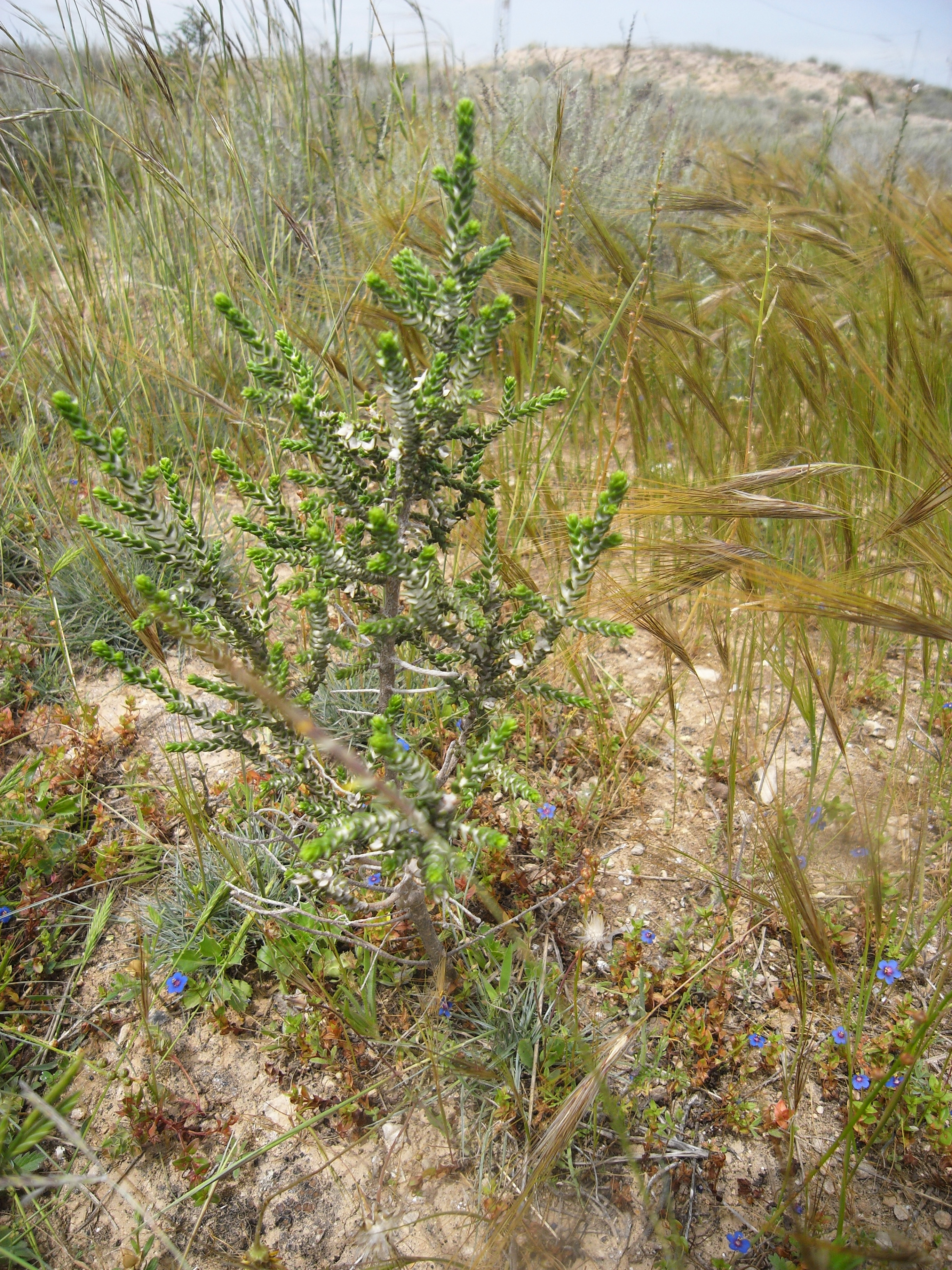
Vista de la planta

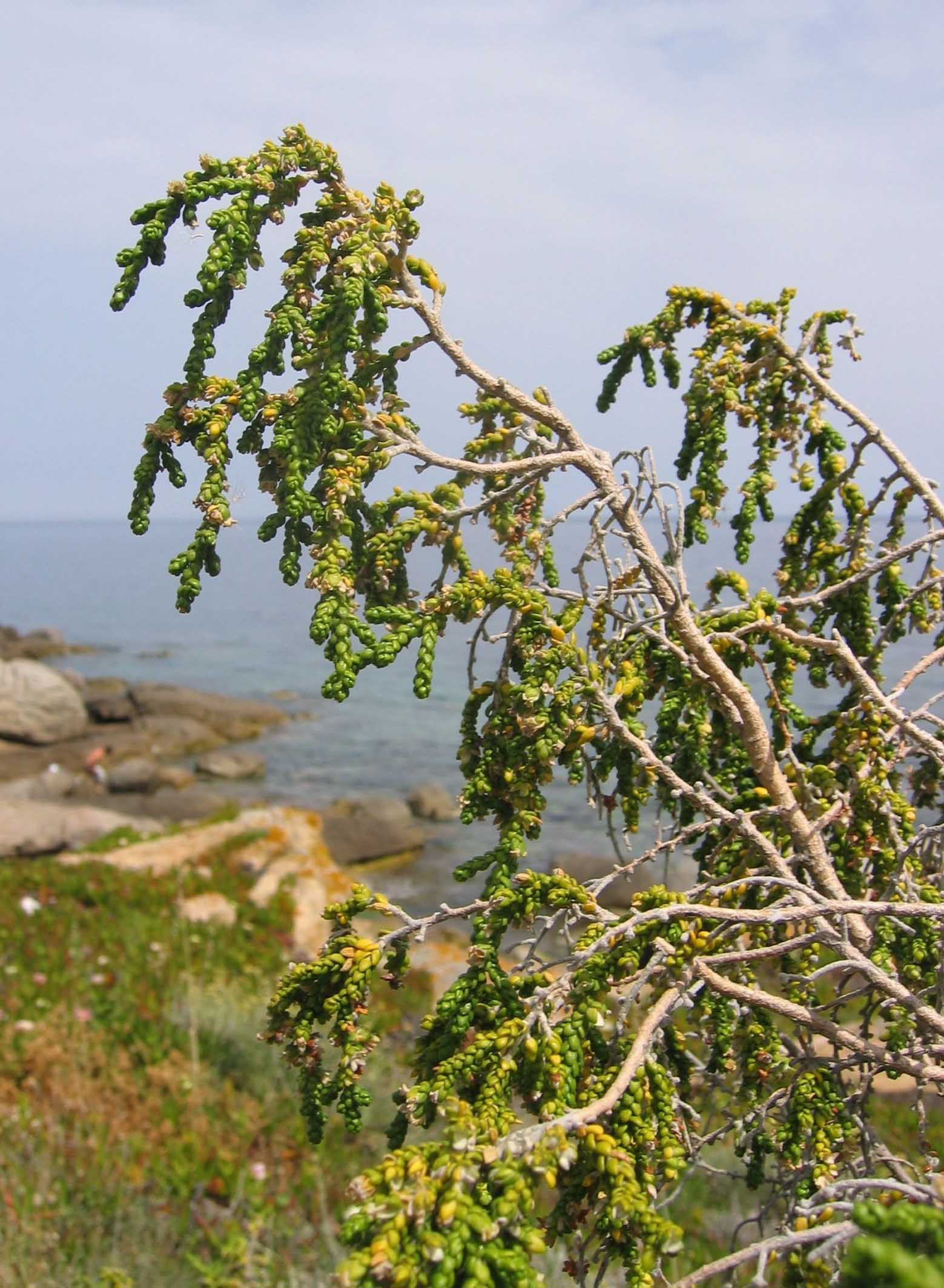
Detalle de las ramas

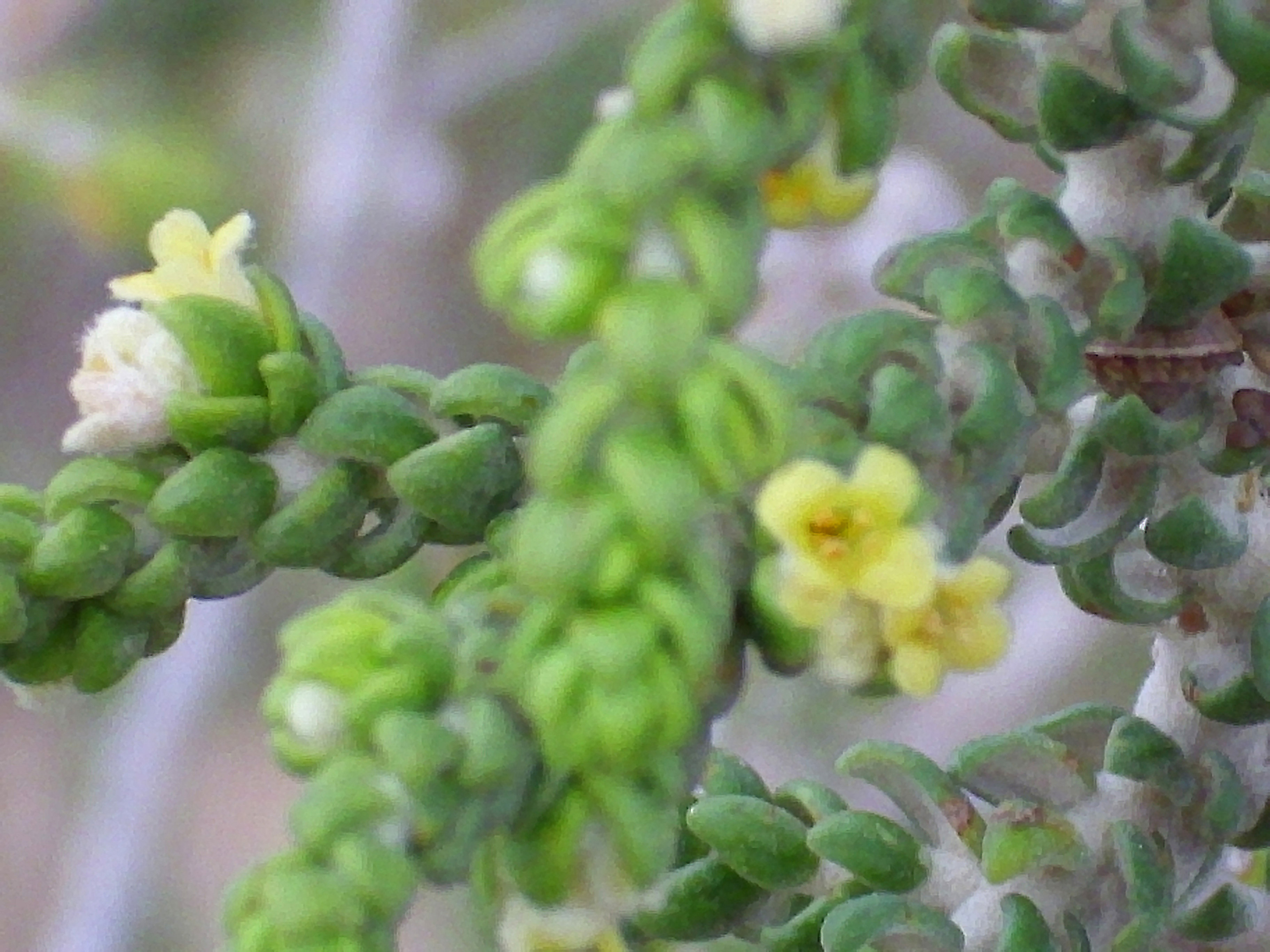
En flor

## Descripción
Es un arbusto perennifolio más o menos dioico, con gran polimorfismo sexual, de hasta 2 m de altura. Porte irregular, pero más o menos hemiesférico. Tallos muy ramosos, primero erguidos luego péndulos. Corteza pardo oscura, glabrescente en tallos y ramas viejas, densamente cubierta de pelos blancos algodonosos en las ramillas jóvenes. Hojas de orbicular-ovadas a ovado-lanceoladas, más o menos agudas, involutas, un poco carnosas, con indumento tomentoso blanco muy denso por el haz, glabras por el envés, sésiles. Inflorescencias en fascículos capituliformes terminales, en los brotes del año, con 2-12 flores. Brácteas tan similares a las hojas que apenas se pueden diferenciar de ellas. Flores unisexuales y hermafroditas sobre la misma planta o unisexuales sobre distintos pies, subtubulares, muy parecidas independientemente del sexo. Hipanto generalmente pubescente, amarillento. Sépalos 4, ovados obtusos y amarillentos. Estambres 8 en 2 verticilos, incluidos en el tubo del hipanto; anteras amarillas. Fruto nuciforme (2,5-5 mm), ovoideo, glabro o pulverulento, que madura después de la caída del hipanto. Semillas cónico-ovoideas de 1,7-4 mm. Florece de octubre a junio y fructifica de diciembre a julio.

## Hábitat
Terrenos costeros y del interior, calcáreos, arenosos, rocosos a veces salinizados, en ambiente seco y semiárido.

## Distribución
Región mediterránea. En el norte de África hasta el Anti-Atlas occidental. En las Baleares; en la península ibérica en la costa desde Gerona hasta Cádiz y el Algarve portugués.

## Taxonomía
Thymelaea hirsuta fue descrita por (L.) Endl.  y publicado en Genera Plantarum Suppl. 4(2): 65. 1847[1848].
Citología
Número de cromosomas de Thymelaea hirsuta (Fam. Thymelaeaceae) y táxones infraespecíficos: 2n=36
Sinonimia
- Chlamydanthus hirsutus (L.) Griseb.
- Passerina hirsuta raza polygaliifolia (Lapeyr.) Rouy
- Passerina hirsuta var. linearis Pau ex M.Vidal
- Passerina hirsuta var. vestita Gren. in Gren. & Godr.
- Passerina hirsuta L.
- Passerina metnan Forssk.
- Passerina polygaliifolia Lapeyr.
- Piptochlamys hirsuta (L.) C.A.Mey.
- Stellera hirsuta (L.) Kuntze
- Tartonia ovatifolia Raf.[4]
- Passerina metkan J.F. Gmel.
- Passerina polygalaefolia Lapeyr.[5]

## Nombre común
- Castellano: abolaga, aulaga, boalaga, bofalaga, bohalaga, bojalaga, boja marina, bolaga, bolago, bolaya, bora marina, borja marina, brufalaga, bufalaga, bufalaga marina, bulaga, lechaina, matapollo, mecha, mierdacruz, olaga, pala marina, palmerina, palmitera, probayernos, pruebayernos, prueba yernos, salado, sanamunda acipresada, torvisco macho, verdolaga.[4]